# Кокарда
Кокарда је округла значка која се носи на капи или капуту и тако означава припадност неком покрету, сталежу, војсци или некој политичкој, социјалној, културној или спортској организацији. Кокарда је реч француског порекла.
Позната је кокарда из Француске револуције, у три боје француске заставе.
У српским земљама и местима где су ратовали Срби позната је округла значка коју су носили српски официри у Првом светском рату и четничка кокарда из Другог светског рата.